# Зенітна артилерія

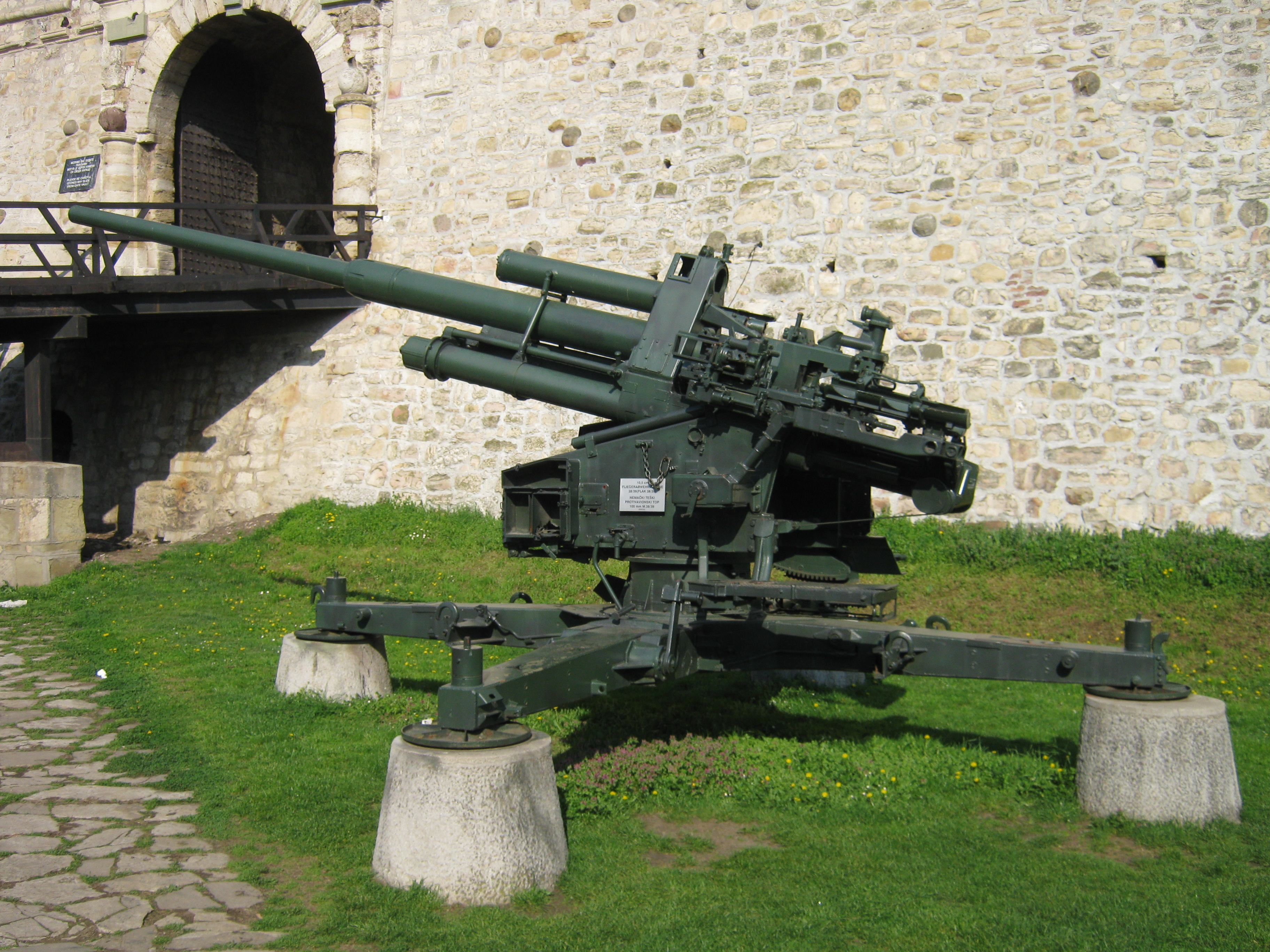
Німецька 105-мм зенітна гармата FlaK-38 часів Другої світової війни у військовому музеї Белграда

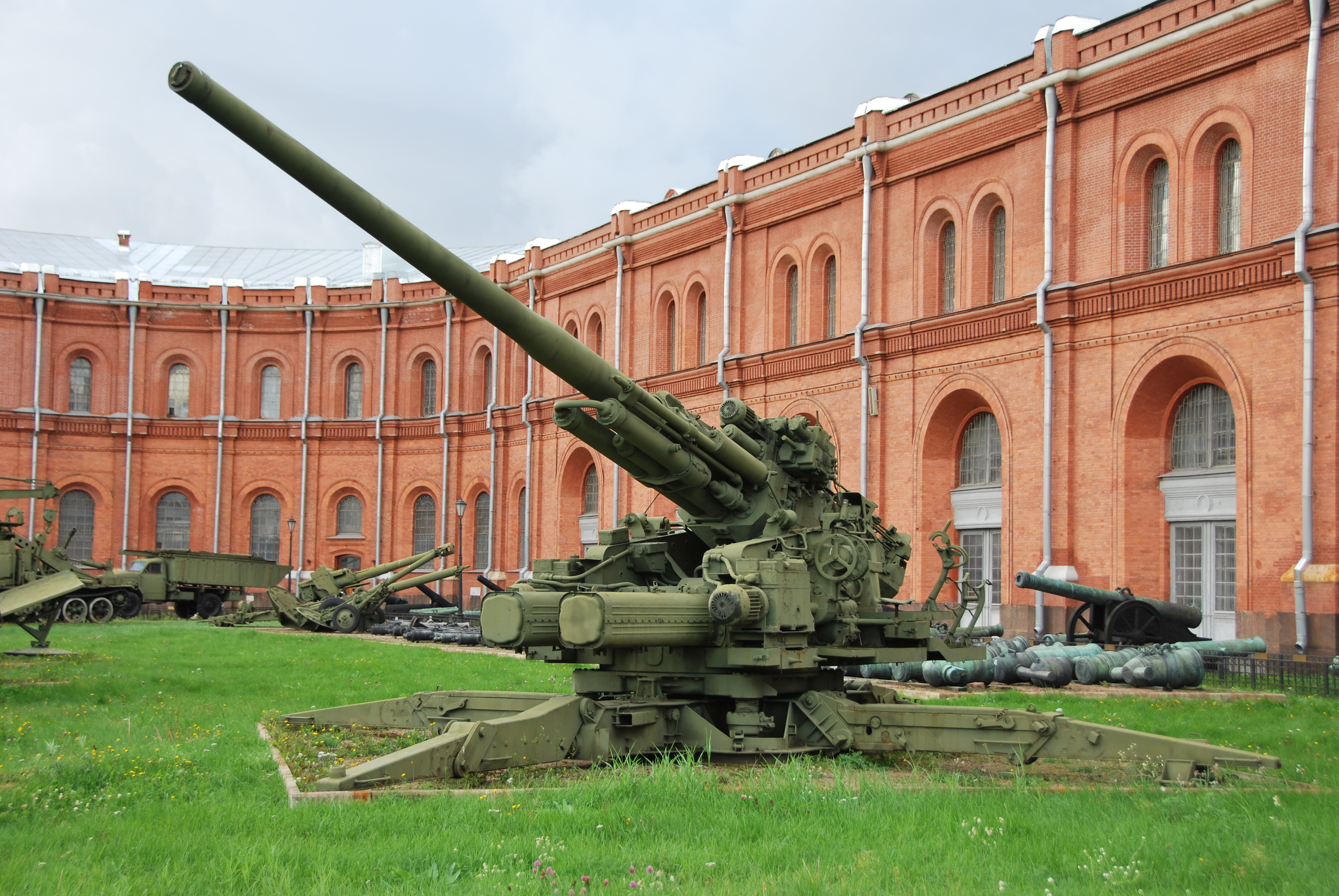
. СРСР

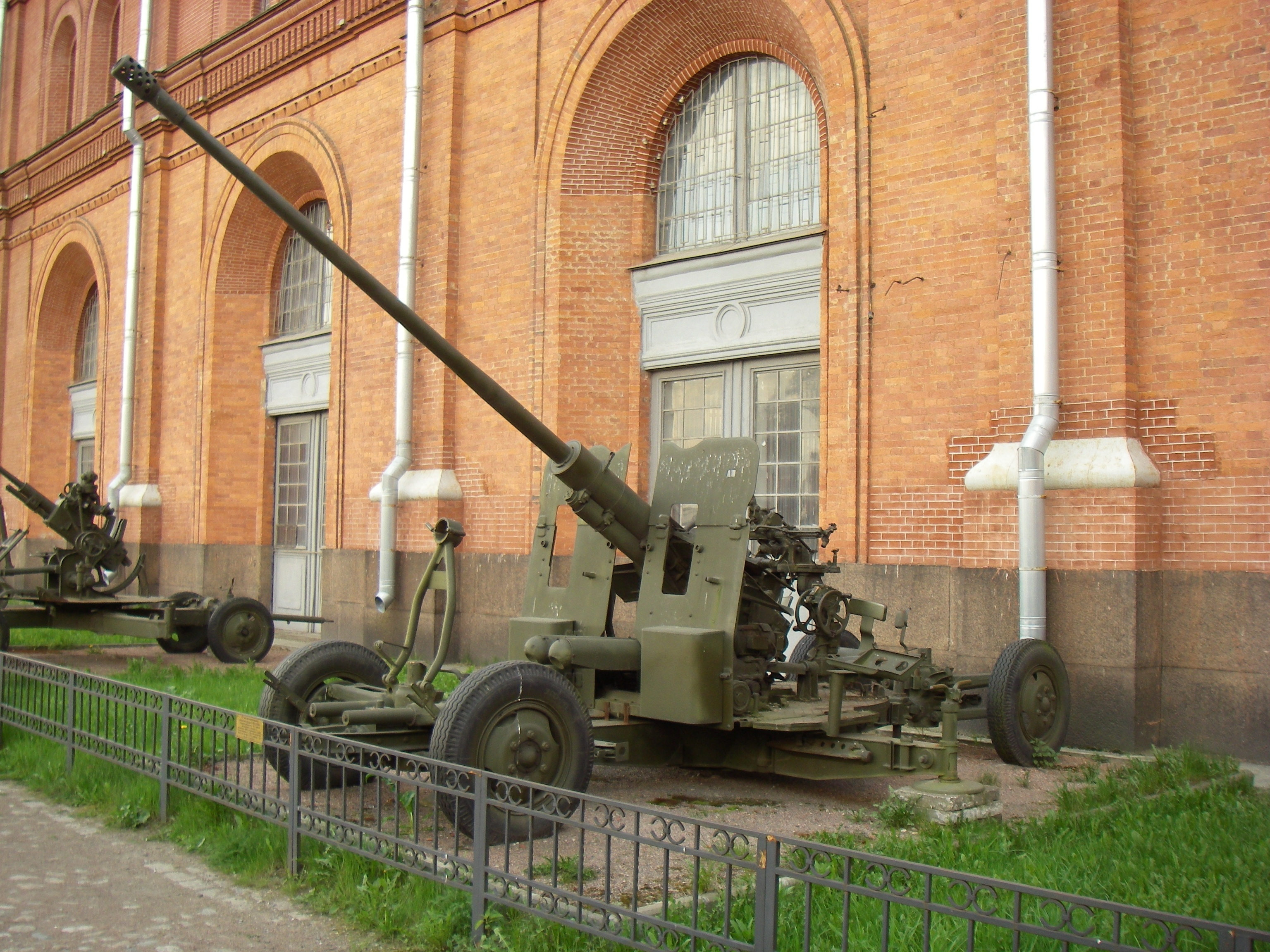
Радянська 57-мм зенітна гармата С-60.

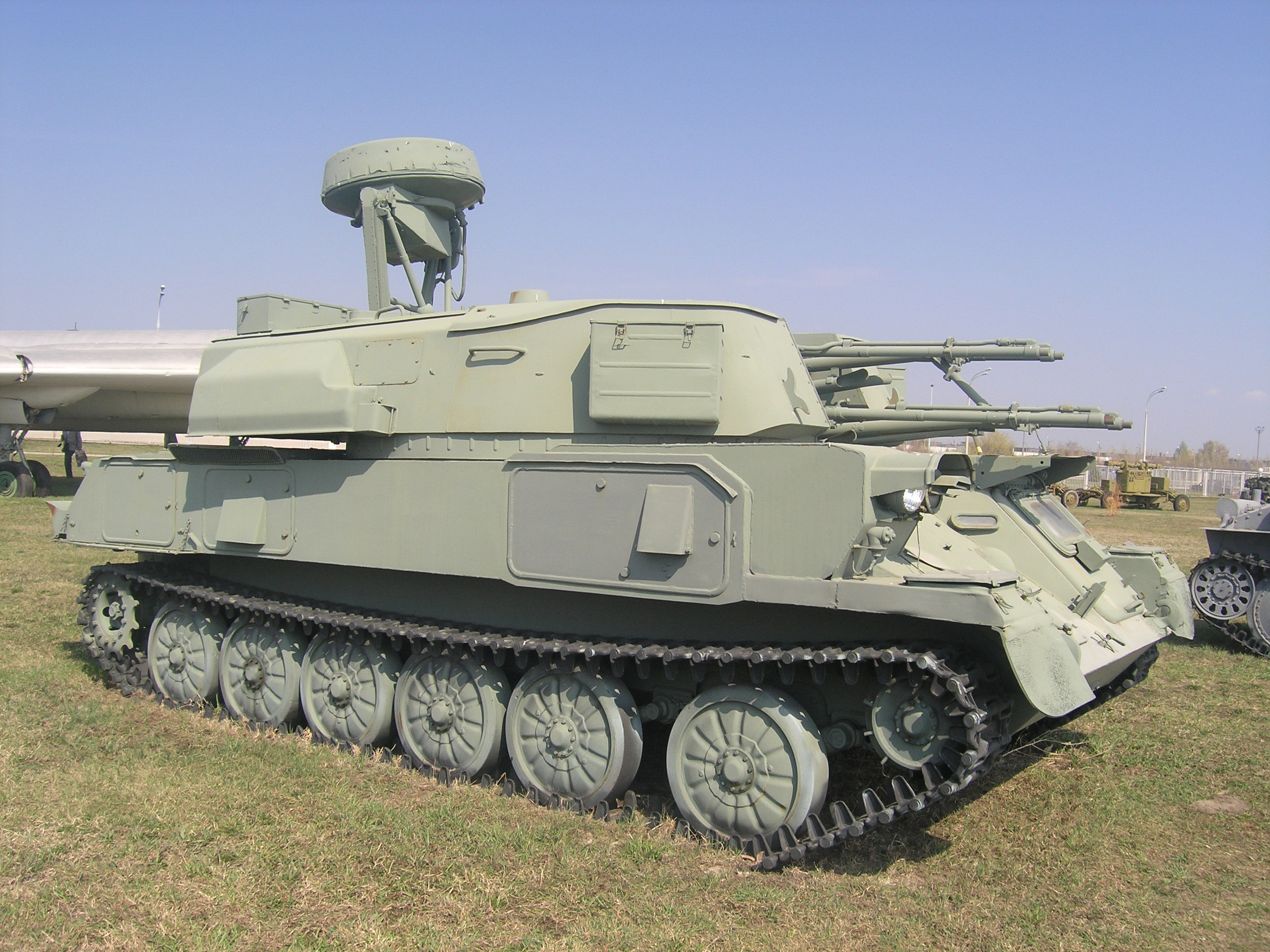
Зенітна самохідна установка ЗСУ-23-4 «Шилка».

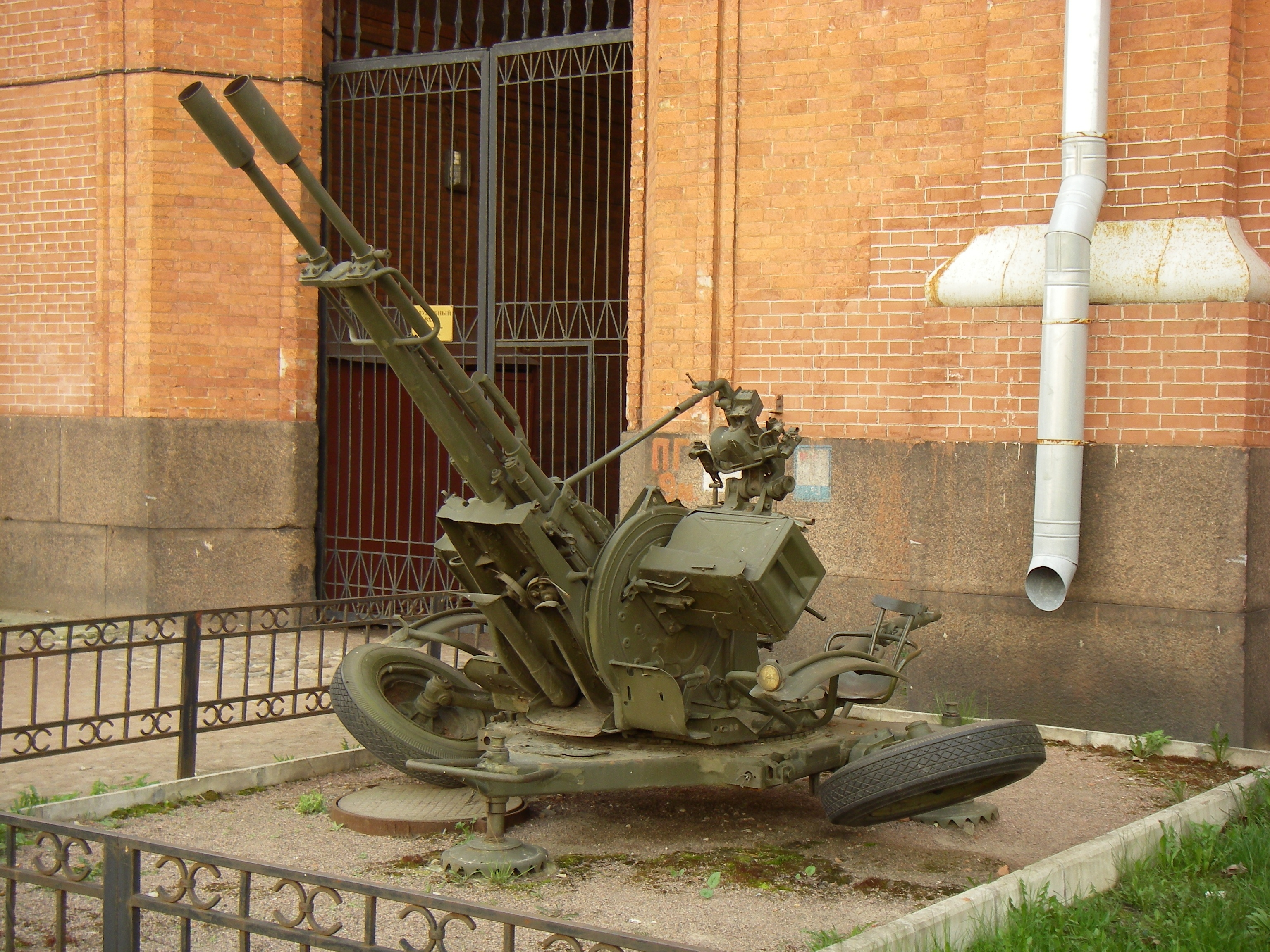
ЗУ-23-2

Зені́тна артиле́рія — вид артилерії, призначений для знищення повітряних цілей. Організаційно входить до складу підрозділів і частин Сухопутних військ, а також військ ППО країни.

## Історія розвитку

### Поява
Першу відому зенітну гармату створив німецький промисловець і винахідник Альфред Крупп у 1870 році під час Французько-пруської війни для боротьби з повітряними кулями, якими обложений Париж налагодив сполучення з рештою країни.

### Перша світова війна
Розвиток зенітної артилерії пов'язаний з виникненням військово-повітряних сил. Вперше з'явилася перед Першою світовою війною 1914—1918 рр. 
У Царській Росії, перша батарея зенітної артилерії (називалася також протилітаковою артилерією) була сформована і направлена на фронт у 1915 р.  
Капітан В. В. Тарновський (крайній ліворуч) з розробниками першої спеціальної зенітної 76-міліметрової гармати, березень 1915 року.

У СРСР формування підрозділів зенітної артилерії розпочалося 1918 року, зенітних артилерійських полків у 1924; у 30—40-х прийняті на озброєння 25-, 37-, 76- і 85-мм зенітні гармати. У зенітних частинах встановилася єдина організаційна структура — батарея, дивізіон, полк (бригада).

### Друга світова війна
У Другій світовій війні 1939—1945 рр. зенітна артилерія стала важливим засобом боротьби з повітряним противником, а також використовувалася для боротьби з танками та стрільби по інших цілях. Разом із винищувальною авіацією вона застосовувалася для ППО військ, а також життєво важливих центрів держав. У багатьох країнах на озброєння зенітної артилерії поступили гармати великого (більше 100-мм), середнього (від 60 до 100-мм) і малого (від 20 до 60-мм) калібрів, снаряди з механічними та радіопідривниками, прилади керування артилерійським зенітним вогнем, станції радіолокаційної розвідки і цілевказання, а також станції гарматного наведення.

### Повоєнний період
У післявоєнний період, удосконалення Зенітної артилерії, дозволило значно підвищити ефективність стрільби та автоматизувати ведення вогню. Наприкінці 40-х років, у СРСР поступили на озброєння 57-, 100- і 130-мм зенітні гармати (разом з приладами управління артилерійським зенітним вогнем і станціями гарматного наведення вони складали зенітні артилерійські комплекси), в 1950-х рр. — зенітні ракетні комплекси. У сухопутних військах почали застосовуватися багатоствольні скорострільні зенітні артилерійські установки переважно на самохідному шасі, оснащені автономними радіолокаторами і рахунково-обчислювальними приладами, що забезпечують можливість ведення ефективного вогню за будь-яких погодних умов — як з місця, так і під час руху.